# Paranoid (film)
Paranoid è un film del 2000 diretto da John Duigan.
Produzione indipendente, che ha avuto un'uscita cinematografica molto limitata per venire poi promosso e pubblicato direttamente per l'home video, con protagonisti Jessica Alba e Iain Glen.

## Trama
A Londra, la top model Chloe Keane viene invitata ad una cena in una casa fuori Londra dall'uomo con cui sta avendo una relazione. Scoprono che assieme a loro si unisce una rock star, Stan e la sua famiglia. Dopo cena, Ned se ne va senza Chloe, che non ha modo così di tornare a casa, così lei decide di passare la notte lì. Durante la notte, si sveglia e trova una cassetta con una registrazione dei residenti della casa, che approfittano di alcune donne ubriache. Dopo essere stata scoperta, viene legata con delle manette al suo letto e costantemente minacciata e presa in giro, mentre nello stesso tempo il suo ammiratore scopre che è stata rapita e decide di capire dove si trovi.
Chloe dopo un po' si rende conto che effettivamente Ned invia donne a Stan per via dell'armadio pieno di scheletri di Toby di cui stan è a conoscenza. Discutono sul da farsi con Chloe, e decidono di ucciderla essendo stati ormai smascherati. Clive scopre dove la casa è ubicata grazie ad una telefonata effettuata dalla ragazza, che riesce a prendere il cellulare da cui era stata separata, segue Gordon e Stan non appena se ne vanno con Chloe. Mentre sono via, la polizia arriva alla indicata dalla telefonata anonima che aveva ricevuto, effettuata da Clive; Rachel e Ned indicano ai poliziotti dove trovare Chloe: Clive, comunque arriva prima sul posto. Arriva anche la polizia, che libera Chloe ed arresta Stan and Gordon. Clive tuttavia se ne va con la sua macchina, senza far sapere cosa aveva fatto o chi era, cosicché Chloe non ha nessuna idea del fatto che il suo ammiratore le ha salvato la vita.

## Distribuzione
Il film è uscito nelle sale ad Hong Kong, in Belgio ed in Spagna. In quasi tutti gli altri paesi è uscito direttamente per l'home video.